# Raúl Cuadra García
Raúl Gerardo Cuadra García (10 de junio de 1953) es un contador público y político mexicano, miembro del Partido Acción Nacional y diputado federal en representación del III Distrito Electoral Federal de Aguascalientes en la LXI Legislatura.